# Epiphany (T-Pain)
Epiphany è il secondo album di T-Pain, uscito negli States il 5 giugno 2007 e seguente il precedente Rappa Ternt Sanga.

## Il disco
In un'intervista su AOL T-Pain ha dichiarato che questo album è molto più maturo del precedente e che segue un diverso stile musicale. Una settimana prima dell'uscita l'album era già sul MySpace dell'artista.
Tutte le canzoni sono ste prodotte dallo stesso T-Pain; i featuring sono quelli di Yung Joc, Akon, Shawnna, Kardinal Offishall e Cham, più quelli degli artisti Tay Dizm e Jay Lyriq.
Epiphany ha debuttato alla numero 1 della Billboard 200 con 171000 copie vendute nella prima settimana. Ha superato di poco l'album di Rihanna Good Girl Gone Bad, anche questo uscito il 5 giugno. Epiphany è risultato vendere solo negli States sulle 597 000 copie.
I due singoli estratti sono Buy U a Drank (Shawty Snappin') con Yung Joc e Bartender con Akon.
Tra i featruring, T-Pain ha voluto fare un riferimento a sé stesso coi nomignoli di Teddy Verseti, Teddy Pain e Teddy Penderazdoun.

## Tracce
1. Tallahassee Love (Intro)
2. Church – con Teddy Verseti
3. Tipsy
4. Show U How – con Teddy Pain & Teddy Penderazdoun
5. I Got It
6. Suicide
7. Bartender – con Akon
8. Backseat Action – con Shawnna
9. Put It Down – con Ray, Teddy Penderazdoun & Teddy Verseti
10. Time Machine
11. Yo Stomach – con Tay Dizm
12. Buy U a Drank (Shawty Snappin') – con Yung Joc
13. 69 – con Jay Lyriq
14. Reggae Night
15. Shottas – con Kardinal Offishall & Cham
16. Right Hand
17. Sounds Bad